# Kneževići (plemstvo)
Kneževići, hrvatska plemićka obitelj podrijetlom s područja srednjovjekovnog Broćna u Hercegovini, koja se u povijesnim dokumentima prvi put pojavljuje na tom području u 15. stoljeću, a kasnije u zapadnijim i sjevernijim krajevima Hrvatske. Prema nekim izvorima, prvotno su nosili prezime Krušević, zatim Knezić te naposljetku Knežević. Pripadnici obitelji istaknuli su se svojim vojničkim umijećem i visokim časničkim činovima u Habsburškoj carskoj vojsci. Prema svojemu najznačajnijemu posjedu u Međimurju imali su naziv Kneževići od Svete Jelene.    

## Obiteljska povijest
Kao i mnoge druge stare plemićke obitelji s prostora nekadašnjeg jugoistočnog dijela srednjovjekovnog Hrvatskog Kraljevstva i susjednih samostalnih teritorija, te kasnijih država na tom području (Hrvatsko-ugarsko kraljevstvo, Bosansko Kraljevstvo, Neretvanska kneževina, Zahumlje, Travunja), Kneževići su se zbog učestalih turskih prodora i osvajanja povukli u drugoj polovici 15. stoljeća prema zapadu i sjeverozapadu. U to doba Hrvatskom i Ugarskom je vladao kralj Matija Korvin, i on je Ivanu Kneževiću, sinu Filipa Kneževića, poginulog u obrani Jajca od Turaka 1463. godine, dana 2. srpnja 1466. godine, u vrijeme nakon pada Bosanskog Kraljevstva u osmanske ruke, potvrdio plemstvo i dao posjede Gračac i Grab u Lici.
Ivanov praunuk Franjo Knežević dobio je od habsburškog cara i hrvatsko-ugarskog kralja Ferdinanda II. dana 15. svibnja 1628. godine ponovnu potvrdu plemićke titule i posjeda. Franjo je bio zapovjednik obrane krbavskog područja od stalnih turskih osvajačkih prijetnji, pri čemu je njegova obitelj u vrijeme najveće osmanske ekspanzije izgubila praktički sve posjede. Tek dva naraštaja kasnije, krajem 17. i početkom 18. stoljeća, istjerivanjem Turaka, obitelj je vratila svoja imanja i čak kupila neka nova (na primjer kod Udbine).
Martin Knežević (*1708; †1781.), jedan od Franjinih potomaka, sin Jurja i Katarine rođ. Stibor, rođen u Senju, postigao je do tada najveći uspon nekog člana obitelji u vojničkoj karijeri, jer je postao general Habsburške vojske. Njegov otac nosio je prije njega samo čin bojnika u Ličkoj krajiškoj pješačkoj pukovniji. Martin se u svojoj karijeri borio u nizu bitaka i na mnogim bojištima, pa je sudjelovao i u Ratu za austrijsko nasljeđe (1740. – 1748.) te u Sedmogodišnjem ratu (1756-1763), gdje se borio diljem Europe (Bavarska, Češka, Nizozemska itd.). Od carice i hrvatsko-ugarske kraljice Marije Terezije dobio je 7. travnja 1763. godine naslov baruna. U braku s Uršulom Vukasović Martin je imao brojnu djecu, među kojima su bila šestorica sinova: Jurja (*1733.; †1805.), general-bojnika, Antuna (*1737.; †1809.), potpukovnika, Ivana (*1743; †1809), general-bojnika, Petra (*1746.; †1814.), general-bojnika, Lavoslava (*?; †1788/89), satnika, te najmlađeg Vinka (*1755.; †1832.), podmaršala i počasnog generala konjaništva.
Kada je Josip II., sin i nasljednik Marije Terezije, 7. veljače 1786. ukinuo pavlinski crkveni red, posjedi pavlina u Međimurju najprije su došli u ruke bečke carske i kraljevske komore, a zatim su 1802. dati u vlasništvo sinovima Martina Kneževića, djelomično kao zamjena za njihova imanja u Lici. Ta su lička imanja bila procijenjena na 152.684 forinta, dok su bivša pavlinska dobra u Međimurju imala procjenu vrijednosti od 101.660 forinti. Razliku od 51.024 forinta Kneževićima je isplatila već spomenuta kraljevska komora. Tako se ta do tada lička plemićka obitelj doselila na krajnji sjever Hrvatske i preuzela bivše posjede pavlina, i to Svetu Jelenu s okolnim selima Mačkovcem, Zasadbregom i Knezovcem, te Štrigovu s obližnjim selom Leskovcem, uključujući pripadajuće crkve i samostan. Zapravo su prebivalište u Međimurju imala samo trojica braće, i to Ivan, Petar i Vinko, koji su kasnije podijelili dobiveno vlasništvo. Po svom svetojelenskom imanju uzeli su odgovarajući pridjevak, te su se nazivali Kneževići od Svete Jelene.
Nakon dolaska u Međimurje, braća Kneževići su obnovili objekte na svojim novim imanjima, jer su neki bili u lošem stanju; zgrada bivšeg pavlinskog samostana služila je, na primjer, tijekom napoleonskih, odnosno koalicijskih ratova kao vojnički magazin. U to je vrijeme vlasnik najvećeg dijela Međimurja bio grof Juraj Feštetić stariji (*1755.; †1819.), koji nije bio previše oduševljen svojim novim susjedima, pa je u početku dolazilo do trzavica između vlastelinskih obitelji, ali se kasnije situacija smirila.
Od ukupno šestero braće Kneževića, četvorica (Juraj, Antun, Ivan i Lavoslav) nisu imala potomstvo. Od preostale dvojice, Petar i Vinko su imali po dva sina, koji su doduše krenuli stopama svojih očeva i otišli u vojnu službu, ali se nisu u njoj dugo zadržali i nisu postigli tako visoke činove kao njihovi očevi. Petar se prvi put oženio 1785. godine barunicom Ernestinom Hayden iz austrijskog grada Linza, a drugi put Viktorijom Bender, s kojom je 1804. dobio Maksimilijana Ivana, a 1809. Aleksandra Franju Kazimira. Vinku i njegovoj supruzi barunici Karolini Hogger, s kojom se oženio 1793. godine u gradu Opavi u današnjoj Češkoj, narodili su se Aleksander (1810.) i Konstantin (1811).
U jednom popisu plemića i zemljoposjednika u Međimurju iz godine 1835. spominje se kao vlasnik Svete Jelene i barun Vinko Knežević, koji je te godine već bio pokojan. Nakon njegove smrti dio međimurskih imanja obitelji, i to onaj na području Svete Jelene, prodan je grofovima Feštetićima. Ipak, Kneževići su se na području Međimurja održali još skoro stotinu godina, gdje su Petrovi potomci živjeli na svojem štrigovskom, odnosno leskovečkom posjedu. Na svojim imanjima unaprijedili su poljoprivredu, a osobitu pažnju poklanjali su intenzivnom uzgoju vinove loze. Unuk Petra Kneževića, imenom Viktor, spominje se godine 1898. kao neoženjeni umirovljeni husarski satnik, koji je živio u Štrigovi.
U vrijeme nakon Prvog svjetskog rata, u Međimurju je živio barun Aleksandar Knežević. Kada je grof Eugen Feštetić 21. rujna 1923. godine prodao svoje čakovečko vlastelinstvo tvrtki „Slavonija“ d.d. iz Zagreba, Aleksandar se potpisao u svojstvu svjedoka na kupoprodajnom ugovoru za tu transakciju.
Posljednji potomak obitelji bio je, prema raspoloživim izvorima, Ivo Knežević, iza čije smrti su oporučno godine 1924. vrijedni portreti članova ove barunske loze predani Hrvatskom povijesnom muzeju.

## Vanjske poveznice
- Ličko plemstvo uključivalo je i Kneževiće  Arhivirana inačica izvorne stranice od 20. veljače 2021. (Wayback Machine)
- Kneževići – hrvatska vojnička obitelj (PDF)
- Obitelj Knežević u povijesti Zasadbrega  Arhivirana inačica izvorne stranice od 10. rujna 2007. (Wayback Machine)